# Wittersheim (Mandelbachtal)

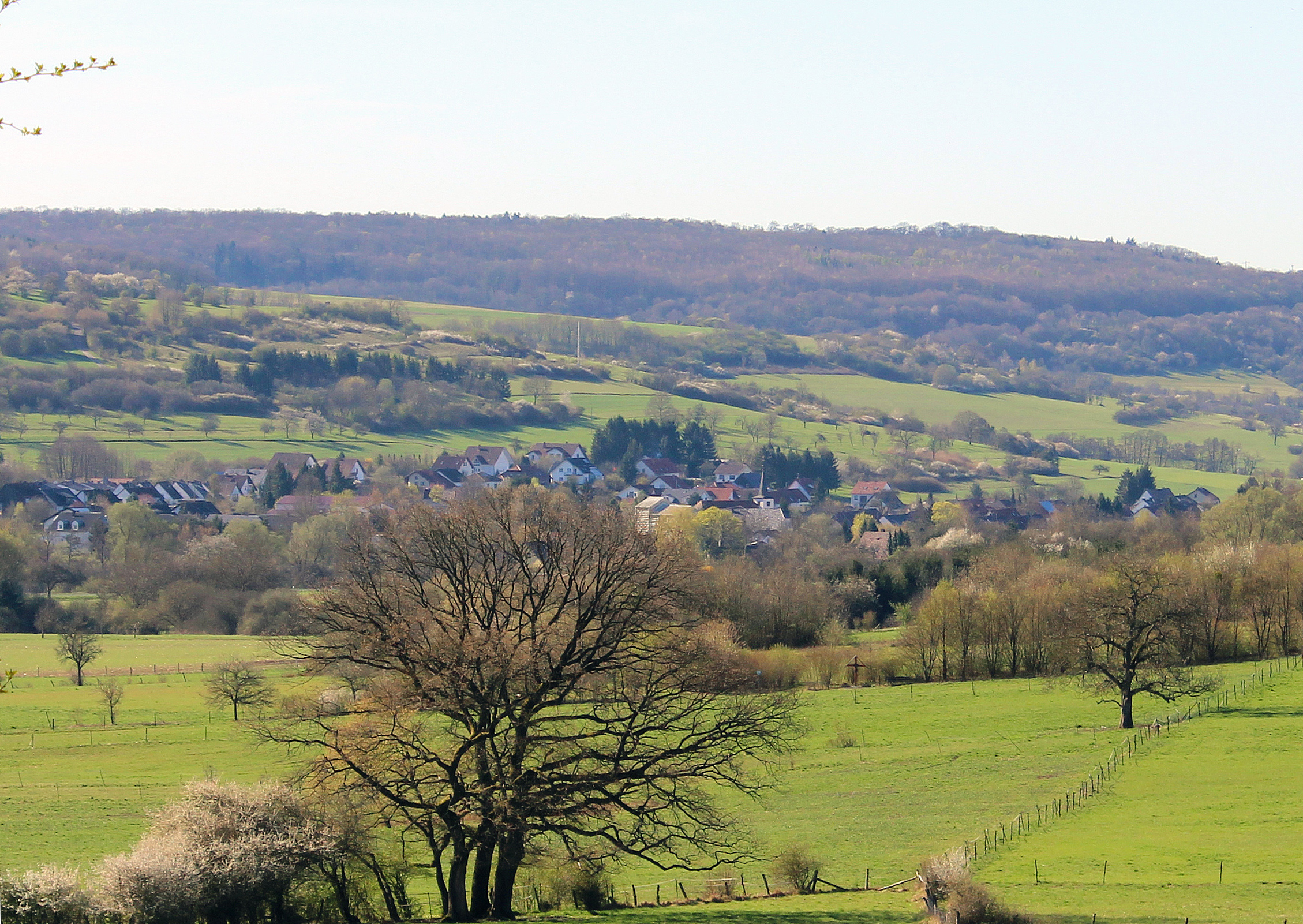
Blick aus nordwestlicher Richtung auf Wittersheim

Wittersheim ist der zweitkleinste Ort der Gemeinde Mandelbachtal. Er liegt im südöstlichen Saarland im Saarpfalz-Kreis. Wittersheim ist eine ausgesprochene Wohn- und Pendlergemeinde. Die meisten Berufstätigen arbeiten als Auspendler im Raum Saarbrücken.

## Geographie

### Lage
Wittersheim liegt im südlichen Bliesgau im Saarpfalz-Kreis im Saarland. Die stark hügelige Landschaft ist landwirtschaftlich (Getreideanbau, Weidewirtschaft und Streuobstwiesen) geprägt. Aus geologischer Sicht liegt Wittersheim im Bereich des oberen oder auch Haupt-Muschelkalkes.

### Klima
Das Klima ist atlantisch beeinflusst. Der durchschnittliche Jahresniederschlag beträgt 786 mm, die regenärmste Zeit liegt in den Frühjahrsmonaten. Die mittlere Jahrestemperatur beträgt 9 °C. Das langjährige Temperaturmittel sinkt selbst im Januar nicht unter 0 °C. Die vorherrschende Windrichtung ist West bis Südwest. Das Bioklima ist reizmild bis reizschonend.

## Geschichte
Bei Grabungen 1899/1900 und 1978 wurden in der Nähe des Dorfes Reste einer gallo-römischen Villa rustica freigelegt. In den Jahren 1977/78 wurde ein römischer Gutshof in der Flur „Obere Tattenbach“ freigelegt und nach Ende der wissenschaftlichen Auswertungen aus Kostengründen und zum Schutz vor Verwitterung wieder übererdet.
Die Gründung des Dorfes reicht ins Frühmittelalter, 6./7. Jh. zurück. Aus dieser Zeit stammen auch merowingerzeitliche Grabfunde.
Seine erste urkundliche Erwähnung fand Wittersheim 1267 in einem Prozess über das Patronsrecht an den Kirchen von Wittersheim und Bebelsheim.
In der Landkarte des Geometers Tilemann Stella von 1564 ist auch Wittersheim eingezeichnet.
Eine von zwölf katholischen Pfarreien im Amt Blieskastel war 1607 die St. Martin geweihte Pfarrei in Wittersheim.
An einer alten Heeresstraße und in nächster Nähe der Landesgrenze gelegen, hatte Wittersheim in den Kriegen aller Jahrhunderte immer sehr stark gelitten. So wurde das Dorf im Dreißigjährigen Krieg fast völlig zerstört.
Im Jahr 1826 wird in der Nachbarschaft der Kirche die erste Schule von Wittersheim gebaut.
Die Brüder Georg und Andreas Hamm aus Wittersheim errichteten 1843 im Garten der elterlichen Mühle eine Glockengießerei. Andreas Hamm schuf 1874 in Frankenthal die damals drittgrößte Glocke der Welt, die sogenannte Kaiserglocke für den Kölner Dom. Sie hatte einen Durchmesser von 3,25 m und ein Gewicht von 27 Tonnen.
1880 wurde unter Adjunkt Andreas Feibel das erste Gemeindespritzenhaus hinter der Kirche erbaut. Es diente u. a. der Unterbringung einer vierrädrigen Quartierspritze. 1889 folgte der Bau eines neuen Schulgebäudes im Brückengarten.
Im Bereich der Infrastruktur erfolgte 1908 die Verlegung der ersten Wasserleitung und 1929 wurde die erste Verkehrsanbindung mit Omnibussen von Wittersheim über St. Ingbert nach Jägersfreude eingerichtet.
Im Jahre 1928 fand man einen Reihenfriedhof. Die Gräber enthielten neben den Skeletten auch Waffen, Bronzeringe, Hals- und Brustketten. Das Gräberfeld gehört dem 7. nachchristlichen Jahrhundert an.
Mit Beginn des Zweiten Weltkrieges wurden die 562 Bewohner von Wittersheim, das in der „Roten Zone“ lag, nach Oberfranken in Dörfer zw. Lichtenfels und Kronach evakuiert. 29 % der Evakuierten kehrten nicht mehr zurück. Am 16. März 1945 nahm die US-Army Wittersheim ein. Durch die Kampfhandlungen 1939/40 und 1945 blieben von 124 Häusern nur 3 unbeschädigt. Der Grad der Zerstörung betrug etwa 90 %, so dass fast keine alte Bausubstanz mehr vorhanden war. Auch die Versorgungseinrichtungen der Gemeinde waren nicht mehr benutzbar.

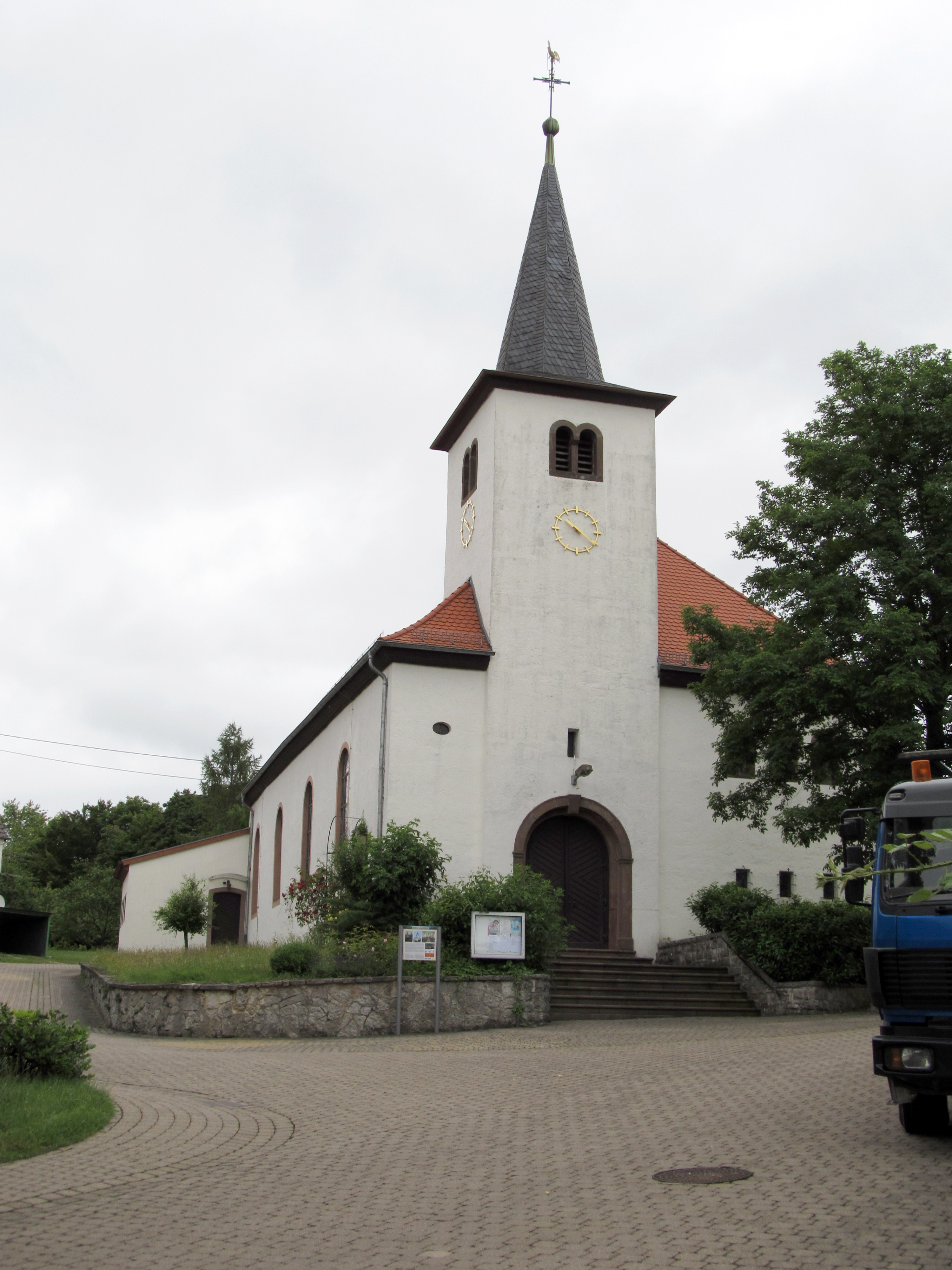
Die katholische Kirche St. Remigius

Am 15. Oktober 1950 weihte der Speyrer Bischof Joseph Wendel die nach Kriegszerstörungen wieder aufgebaute katholische Kirche St. Remigius ein. Vier Jahre später, 1954, wurde in der Erfweiler Straße mit dem Bau des Feuerwehrhauses begonnen. Weitere sechs Jahre später, im Jahr 1960, fand die Einweihung der neuen Volksschule und der Gymnastikhalle statt.
Am 6. April 1973 wurde die Mehrzweckhalle ihrer Bestimmung übergeben. 1978 erfolgte der Neubau des Feuerwehrhauses an der Schule.
Am 1. Januar 1974 wurde Wittersheim in die neue Gemeinde Mandelbachtal eingegliedert.
Die Feldkalköfen in der Tattenbach wurden 1985 einer Restaurierung unterzogen.
1993 erschien die Chronik des Jakob Ackermann aus Wittersheim bei der Gesellschaft für Volkskunde im Saarland.

## Religion
Wittersheim ist größtenteils katholisch. Die evangelischen Christen gehören zur protestantischen Kirchengemeinde Ensheim, die auch über eine Kirche in Ormesheim verfügt, in welcher mindestens einmal im Monat Gottesdienste stattfinden.

## Politik

### Ortsrat
Sitzverteilung im Ortsrat (Kommunalwahl Juni 2024):
- SPD 4 Sitze
- CDU 4 Sitze
- AfD 1 Sitz

### Ortsvorsteher
Ortsvorsteher ist Wendelin Lonsdorf (SPD) Vertreter Claus Ackermann (CDU).

### Gemeindepartnerschaften
Es besteht eine Partnerschaft mit Wittersheim (Elsass).

## Kultur und Sehenswürdigkeiten

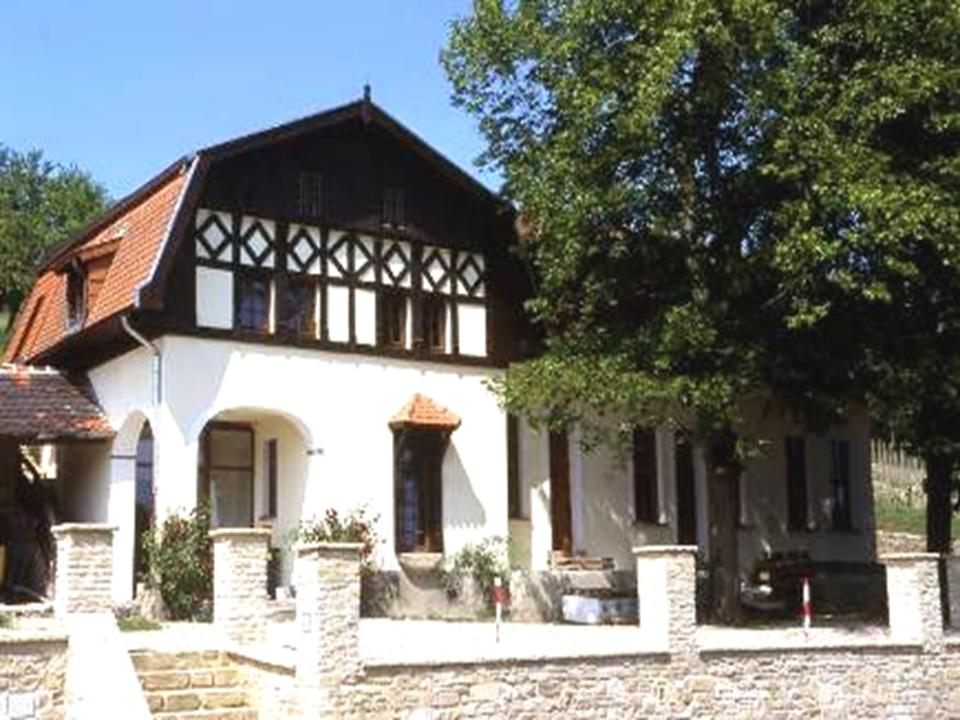
Haus Lochfeld

Kulturlandschaftszentrum Haus Lochfeld, Restaurierte Feldkalköfen am Tattenbach, Wegkreuze-Rundweg, Kalklehrpfad rund um Wittersheim, dorfgerechter Ausbau des Bereiches um die Pfarrkirche, Naturschutzgebiet Muschelkalkhänge Wittersheim/Bebelsheim sowie die Parkanlage "Freundschaftsplatz am Bach" in der Dorfmitte.
Weitere Sehenswürdigkeiten: Der Aussichtsturm am Heidekopf im Kirchenwald, der Optische Telegraf (auf der Gemarkung Bebelsheim) und die Naturbühne Gräfinthal (auf der Gemarkung Bliesmengen-Bolchen).

### Bauwerke
Zu den sehenswerten Bauwerken in Wittersheim gehört die katholische Kirche St. Remigius. Nach Zerstörungen im Zweiten Weltkrieg erfolgte 1948 bis 1950 der Wiederaufbau. Die Orgel der Kirche mit dreizehn Registern wurde 1976 von der Orgelbaufirma Hugo Mayer (Heusweiler) erbaut.

### Sport
Nordic-Walking-Park, Sporthalle, Rad- und Wanderwege

### Regelmäßige Veranstaltungen
- Trofeo Karlsberg: die Gemeinde Mandelbachtal ist Partner dieses jährlich am Wochenende nach Fronleichnam stattfindenden Weltcup-Radrennens der Junioren.

## Vereine und Verbände (Auswahl)
Folgende mitgliederstarke Vereine prägen das dörfliche Leben in Wittersheim.
- Der Musikverein Wittersheim-Bebelsheim[7] umrahmt fast alle Veranstaltungen mit seiner traditionellen Blasmusik. Jedes Jahr findet ein Frühlingskonzert und ein Weihnachtskonzert in der Mehrzweckhalle statt.

- Die Spielvereinigung Bebelsheim-Wittersheim[8] verfügt über einen Kunstrasenplatz. Der Verein ist die erste und einzige Spielgemeinschaft, bei der zwei eigenständige Vereine in Mandelbachtal zu einem zusammengeschlossen wurden. Die erste Mannschaft spielt in der Landesliga Ost. Die Vereinsfarben sind schwarz-gelb.

- Der Kneipp-Verein Wittersheim-Bebelsheim e. V.[9] bietet eine zahlreiche Palette von präventiven gesundheitsfördernden Projekten in verschiedenen Gruppen an. u. a. Kinderturnen, Frauengymnastik, Stepptanz, Stepp Aerobic, Bodyforming, Tischtennis für Männer, Ballspiele für Männer ab 40, Kegeln und Wandern.

- Die Freiwillige Feuerwehr Mandelbachtal, Löschbezirk Wittersheim[10] stellt den Brandschutz und die technische Hilfe sicher, außerdem unterstützt die Feuerwehr die örtlichen Vereine und den Ortsrat bei seinen Veranstaltungen. z. B. Absicherung der Trofeo Karlsberg, Ehrenwache am Volkstrauertag, St. Martinsfeier. Der Löschbezirk verfügt über ein eigenes Feuerwehrhaus mit einem Löschgruppenfahrzeug (LF 8/6) und einem GW Dekon P. Das ehemalige Spritzenhaus mit Schlauchtrockenturm existiert auch noch (siehe Obst- und Gartenbauverein)

- Das Deutsche Rote Kreuz, Ortsverein Wittersheim[11] stellt die Versorgung sowohl von Verletzten, als auch die Versorgung mit warmen Mahlzeiten in Krisenlagen sicher. Dies wird jährlich bei einer groß angelegten Köchübung unter Beweis gestellt, bei der mehrere Hundert Portionen Erbsensuppe an die Bevölkerung ausgegeben werden. Das DRK unterstützt natürlich auch die örtlichen Vereine bei ihren Veranstaltungen.

- Die Interessengemeinschaft „Erhalt der Kulturlandschaft bei Bebelsheim und Wittersheim“[12] setzt sich für den Erhalt der Kulturlandschaft in ihrer jetzigen Form ein, insbesondere die Ausweisung von einem Naturschutzgebiet auf den Flächen der Mitglieder will man verhindern, um eine weitere landwirtschaftliche Nutzung in vollem Umfang zu gewährleisten.

- Der Obst- und Gartenbauverein Wittersheim e. V. besitzt ein eigenes Vereinsheim mit einer Brennerei. Das Vereinsheim befindet sich in der ehemaligen Milchanlieferstelle (einheimisch ausgesprochen: „Milchheisje“) direkt daran angebaut ist das ehemalige Spritzenhaus mit Schlauchtrockenturm der Freiwilligen Feuerwehr.

## Wirtschaft und Infrastruktur

### Öffentliche Einrichtungen
Friedhof, Einsegnungshalle, Festplatz, Katholische Kirche, Kriegergedächtniskapelle, Feuerwehrhaus

### Verkehr
Wittersheim ist an die Bundesstraße 423 angebunden und liegt nur wenige Kilometer vom Flughafen Saarbrücken entfernt.

## Persönlichkeiten
- Andreas Hamm (1824–1894), Glockengießer und Maschinenfabrikant in Frankenthal (Pfalz)
- Georg Hamm (1817–1878), Bruder von Andreas Hamm, ebenfalls Glockengießer und Maschinenfabrikant[13]

## Sonstiges
Im einheimischen Dialekt wird der Ortsname in etwa „Widderschum“ ausgesprochen.